# Colom antàrtic becgroc
El colom antàrtic becgroc (Chionis albus) és una espècie d'ocell de la família dels quiònids (Chionidae) que habita costes rocalloses, amb freqüència a prop de colònies de pingüins o corbs marins, a les illes Geòrgia del Sud, Òrcades del Sud, Shetland del Sud i Península Antàrtica. Durant l'hivern austral poden arribar fins a l'Uruguai.